# 徐允錫
徐 允錫（ソ・ユンソク、朝鮮語: 서윤석、1928年9月9日 - 近況不明）は、朝鮮民主主義人民共和国の政治家。第5・7・8・9期最高人民会議代議員。海州市党責任書記、黄海南道党責任書記、平壌市党責任書記などを務めた。

## 経歴
金日成総合大学、金日成高級党学校卒。朝鮮労働党中央委員会組織指導部副部長、海州市党責任書記、黄海南道党責任書記、朝鮮労働党組織部第1副部長、平安南道党責任書記などを務め、1994年の金日成死去時には、国家葬儀委員を務めている。深化組事件に巻き込まれたとされる。